# Lohgerberhaus

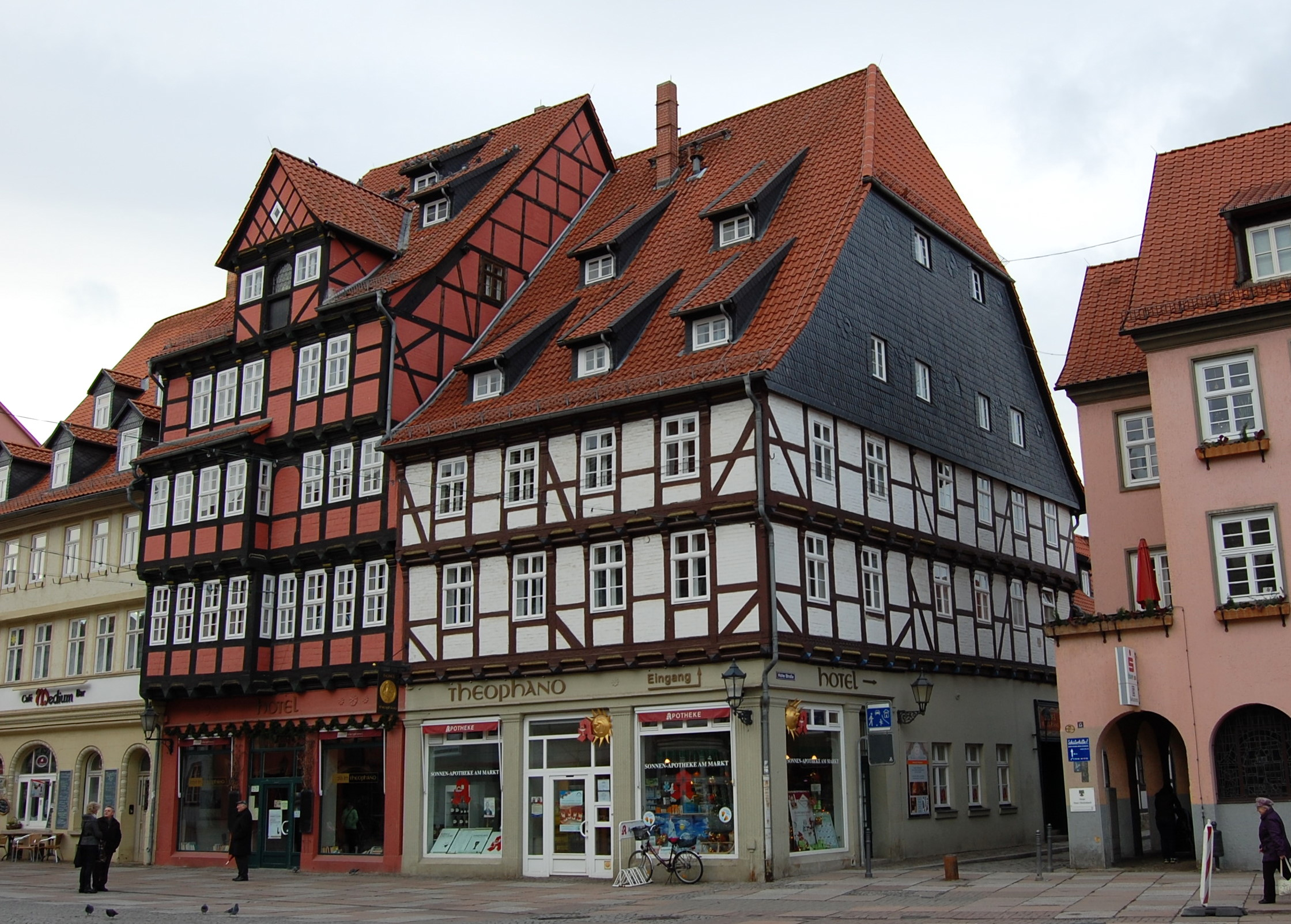
Lohgerberhaus, 2012

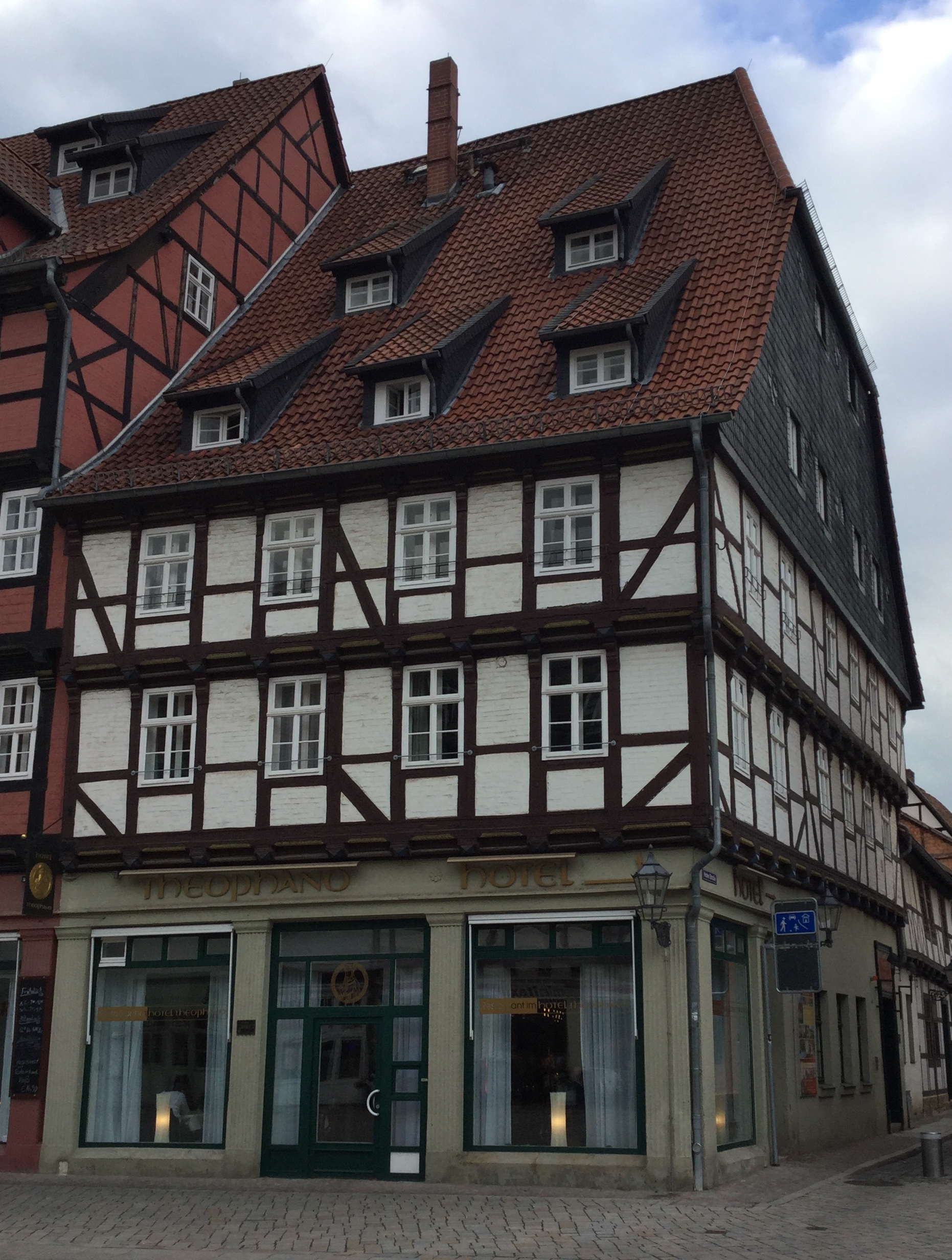
Markt 14, 2017

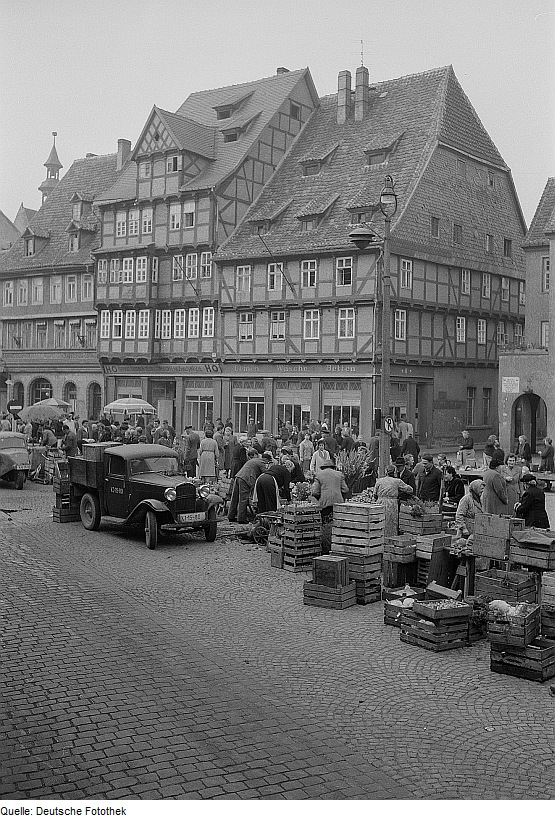
Lohgerberhaus um 1950

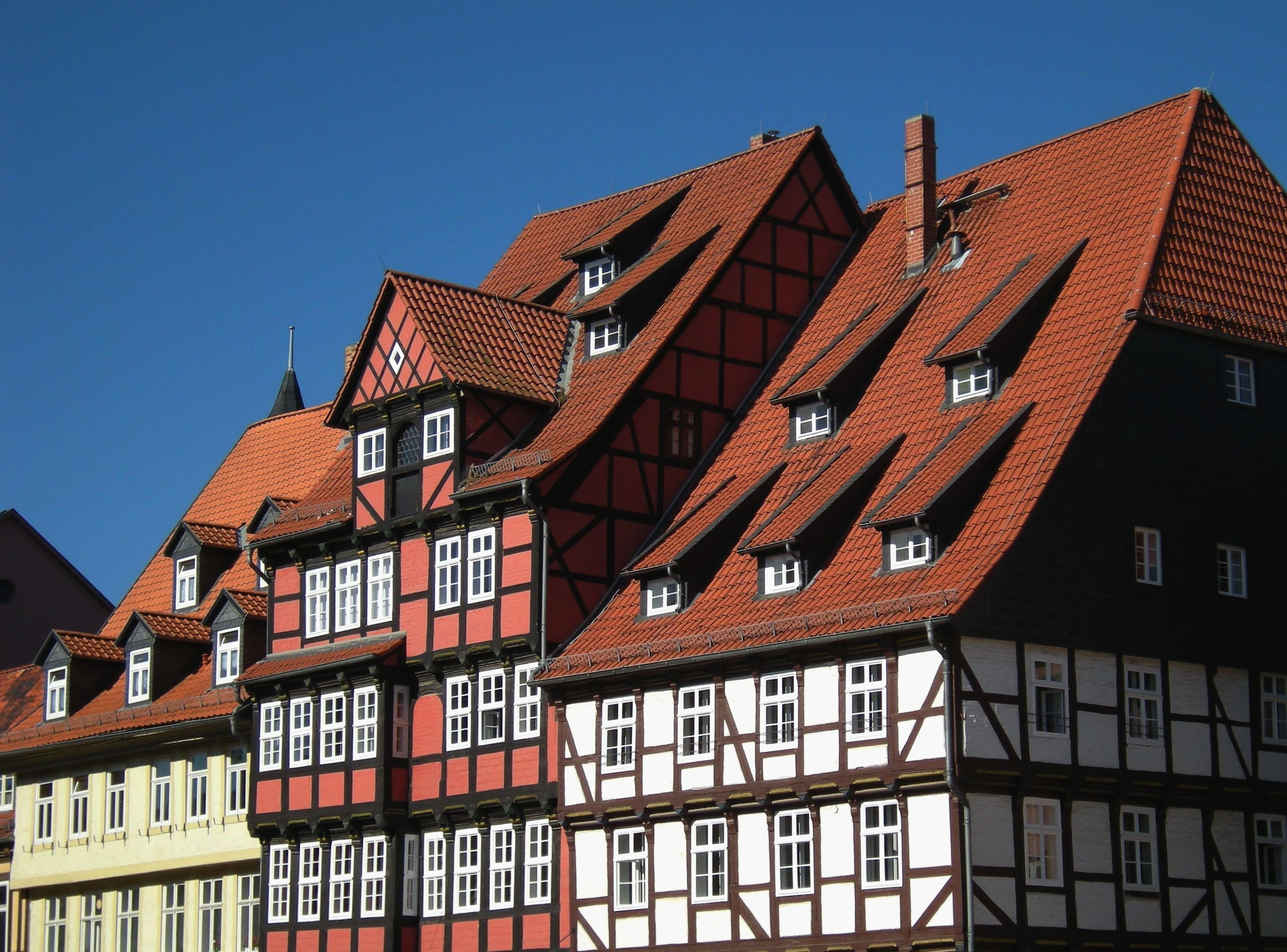
Obergeschoss

Das Lohgerberhaus ist ein denkmalgeschütztes Fachwerkhaus in der Stadt Quedlinburg in Sachsen-Anhalt. Der um 1660 errichtete Fachwerkbau wurde zwischen 1763 und 1808 als Gildehaus der Lohgerber und seit 1993 als Hotel genutzt.

## Lage und Nutzung
Das im Quedlinburger Denkmalverzeichnis eingetragene Gebäude befindet sich an der Adresse Markt 14, an der Ecke der Einmündung der Hohen Straße auf den Markt der Stadt Quedlinburg. Zum Teil wird auch das benachbarte Fachwerkgebäude Markt 13 mit zum Komplex des Lohgerberhauses gezählt. Beide Gebäude werden gemeinsam als Hotel Theophano betrieben und stellen einen besonders markanten Teil des Marktes der Altstadt Quedlinburg dar. Etwas weiter nördlich der Häuser steht das gleichfalls denkmalgeschützte Haus Markt 15.

## Architektur und Geschichte
Das Gebäude Markt 14 wurde um 1660 im frühbarocken Stil gebaut. Bedeckt wird das Haus von einem imposanten Krüppelwalmdach. Das Fachwerk weist Pyramidenbalkenköpfe sowie Brüstungs- und Eckstreben auf. Der zur Hohen Straße hin traufständig stehende dreistöckige Flügel des Gebäudes entstand in der ersten Hälfte des 17. Jahrhunderts und weist Formen der späten Renaissance auf. So finden sich hier Taufstab und Balkenköpfe in Walzenform. Im weitgehend überbauten Hof befindet sich ein kleines Gewölbe aus Backstein mit Fischgrätenverband.
1763 wurde das Haus von der Gilde der Lohgerber erworben und dann als Gildehaus für Versammlungen und Geschäftsabschlüsse genutzt. Aus dieser Nutzung erklärt sich der Name des Gebäudes.
Das südlich angrenzende vierstöckige Fachwerkhaus Markt 13 wurde nach einer Bauinschrift im Jahr 1668 von Hans Rühle als Kaufmannshaus errichtet. Es ist eines der größten und bedeutendsten Fachwerkhäuser der Stadt und zeigt die Frühphase des sogenannten Quedlinburger Stils. Das Fachwerk ist durch Pyramidenbalkenköpfe, Schiffskehlen und profilierten Füllhölzern geprägt. Die rote Fassade weist einen linksseitig befindlichen zweistöckigen Erker auf. Im zweiten und dritten Obergeschoss sowie im Zwerchhaus finden sich die Reste dreier Ladeluken. Auch dieses Gebäude soll Teil des Gildehauses der Lohgerber gewesen sein.
1924 wurde das Wäsche- und Leinenhaus Kurt Schultze eingerichtet und bis zur Verstaatlichung 1952 betrieben. 1991 erhielt die Familie die stark sanierungsbedürftigen Gebäude zurück. Zwischen 1991 und 1993 wurden die Häuser saniert und zum Hotel mit 22 Zimmern umgebaut, dessen Eröffnung 1993 erfolgte. 2002 wurde im Haus Markt 13 das Café Theophano eingerichtet. Das Hotel wird im Buch 1,000 Places To See Before You Die von Patricia Schultz aufgeführt.